# Anna Fotyga
Anna Elżbieta Fotyga (), née Kawecka le 12 janvier 1957 à Lębork, est une femme d'État polonaise, membre de Droit et justice (PiS). Elle est ministre des Affaires étrangères entre mai 2006 et novembre 2007, et chef de la chancellerie du président de la République de novembre 2007 à août 2008.

## Biographie

### Jeunesse
En 1981, alors qu'elle est diplômée en commerce international de l'université de Gdańsk, elle est recrutée par le département des Affaires internationales du syndicat Solidarność. Elle doit quitter ce poste au bout de quelques semaines, du fait de la proclamation de la loi martiale.
Elle enseigne alors l'anglais et le russe au cours des années 1980. Entre 1987 et 1989, elle siège au conseil d'administration de la société Modem. Cette même année 1989, elle retrouve ses responsabilités au sein de Solidarność et devient alors une proche collaboratrice de Lech Kaczyński, vice-président du syndicat.

### Vie professionnelle sous laIIIeRépublique
Elle travaille pour la maison d'édition Przekaz au début des années 1990. Elle devient ensuite experte auprès de l'Organisation internationale du travail (OIT), puis conseillère à la Banque mondiale. Elle est désignée vice-présidente du conseil d'administration de la sécurité sociale polonaise en 1998, ainsi que conseillère du président de l'autorité de contrôle des assurances de santé pour les questions d'intégration européenne en 1999.

### Conseillère du gouvernement et élue locale
Elle est choisie en 2000 par le président du Conseil des ministres conservateur Jerzy Buzek comme nouvelle conseillère pour les affaires internationales, puis elle est nommée directrice du département des Affaires étrangères de la chancellerie du président du Conseil des ministres l'année suivante. Toutefois, Buzek est défait aux élections de 2001, et son successeur social-démocrate ne la reconduit pas.
Le 20 novembre 2002, Anna Fotyga est nommée adjointe au maire de Gdańsk, le libéral Paweł Adamowicz, chargée de la Politique économique et des Fonds européens. Elle remet sa démission dès le 12 janvier 2014, accusant le maire et son entourage de népotisme et corruption.

### Députée européenne
Pour les élections européennes du 13 juin 2004, elle est investie tête de liste du parti conservateur et eurosceptique Droit et justice dans la circonscription de Gdańsk. PiS y obtient un des deux mandats à pourvoir, qu'elle remporte avec 25 994 votes préférentiels. Elle siège alors au groupe de l'Union pour l'Europe des nations (UEN) et à la commission des Affaires étrangères.

### Ministre des Affaires étrangères

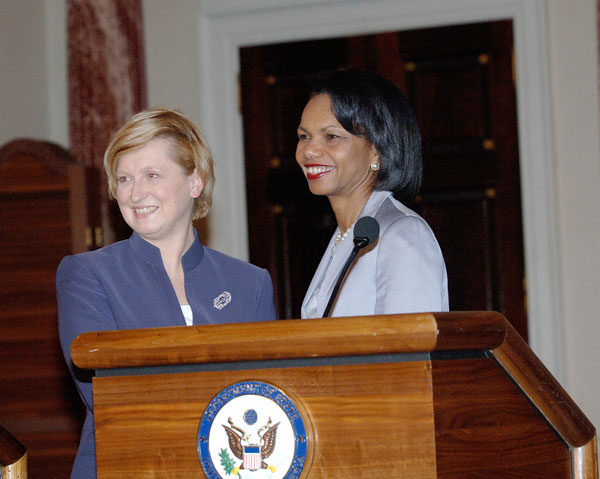
Anna Fotyga et la secrétaire d'État des États-Unis, Condoleezza Rice, en 2007.

À la suite de la victoire relative de PiS aux élections parlementaires de septembre 2005, elle est choisie le 23 novembre pour occuper un poste de secrétaire d'État au sein du ministère des Affaires étrangères, sous la direction de Stefan Meller. En conséquence, elle démissionne du Parlement européen, où elle est remplacée par Hanna Foltyn-Kubicka.
Le 9 mai 2006, Anna Fotyga est nommée ministre des Affaires étrangères dans le gouvernement de coalition du conservateur Kazimierz Marcinkiewicz. Elle prend ainsi la suite de Meller, démissionnaire après le remaniement ministériel du 5 mai qui voit l'entrée d'eurosceptiques notoires dans l'exécutif. Elle est alors la première femme à occuper la direction de la diplomatie polonaise.
Elle est reconduite le 14 juillet 2006 dans le gouvernement de coalition du conservateur Jarosław Kaczyński, président de PiS. Au mois de septembre, le président de la République Lech Kaczyński la nomme membre du conseil de sécurité nationale (RBN).

### De la chancellerie présidentielle à la Diète

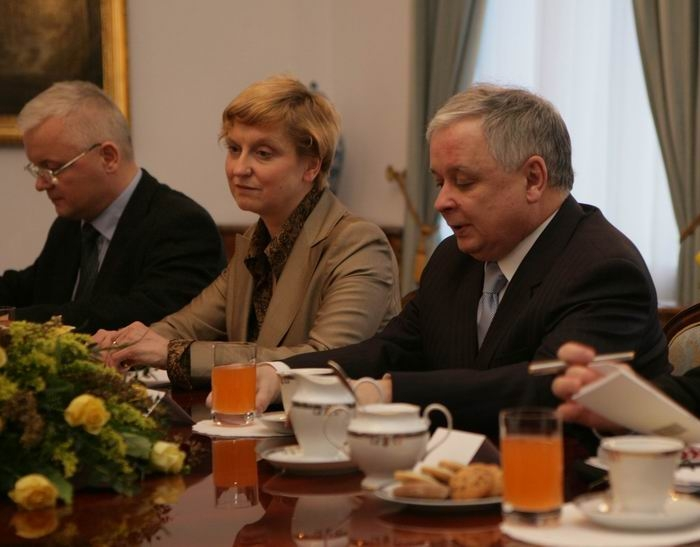
Le président de la République Lech Kaczyński et Anna Fotyga rencontrent l'OPZZ le 22 janvier 2008.

Du fait de l'instabilité parlementaire, les élections parlementaires anticipées du 21 octobre 2007 sont convoquées, auxquelles elle ne postule pas. Du fait d'un changement de majorité, elle quitte son ministère le 16 novembre au profit de son ancien collègue Radosław Sikorski. Le 29 novembre, elle est désignée chef de la chancellerie du président de la République, après huit mois d'intérim de Robert Draba.
Elle renonce cependant à cette fonction au bout de neuf mois, le 20 août 2008. Elle retrouve alors son milieu professionnel. Entre 2009 et 2010, elle conduit par exemple la mission de l'OIT à Tbilissi.
Pour les élections législatives du 9 octobre 2011, elle est investie tête de liste de PiS dans la circonscription de Gdańsk. Avec 24 662 suffrages de préférence, elle est la mieux élue des candidats de Droit et justice et de la circonscription.

### Retour au Parlement européen
Elle se présente aux élections européennes du 25 mai 2014, une fois encore comme tête de liste Pis à Gdańsk. Le jour de l'élection, elle remporte 56 677 voix préférentielles, ce qui assure son retour au Parlement européen. Membre du groupe des Conservateurs et réformistes européens (ECR), elle siège de nouveau à la commission des Affaires étrangères.